# Zahra Eshraghi
Zahra Eshraghi   (Teheran, 1 de gener de 1964) és una activista iraniana pel feminisme i pels drets humans.

## Biografia
Eshraghi va nàixer el 1964. És neta de l'Aiatol·là Khomeini. És llicenciada en filosofia.

## Pensament
Zahra Eshraghi vol que no siga obligatori el fet que les dones porten el rostre cobert. Hi declara: "Encara en la nostra constitució s'expressa que l'home és el cap i la dona és una esposa lleial que se sacrifica per la família. La societat actual, però, ha canviat, sobretot en els darrers deu anys. Si el meu avi continuàs viu, estic segura que tindria idees molt diferents."
També afirmà: "La constitució que el meu avi aprovà diu que només els hòmens poden arribar a la presidència (...) Ens agradaria canviar la redacció de "home" a "qualsevol". Però la discriminació no existeix solament en la constitució. Com a dona, si vull aconseguir un passaport per a eixir del país, realitzar-me una operació, i fins i tot per a poder respirar, he de tenir el permís del marit."

## Crítiques
Eshraghi fou criticada el 2010, per donar suport al candidat presidencial Mehdí Karroubí i ser partidària del Moviment Verd Iranià.

## Vida privada
El 1983, Esraghi es casà amb Mohammad-Resa Khatami, exdirigent del Front de Participació de la República Islàmica de l'Iran, el principal partit reformista iranià, i germà menor de l'expresident Muhammad Khatami. Tenen dos fills.